# 韦贾诺
韦贾诺（義大利語：Veggiano），是意大利威尼托大区帕多瓦省的一个市镇。总面积16.24平方公里，人口4441人，人口密度273.5人/平方公里（2009年）。国家统计（ISTAT）代码为028096。